# Eschbach (Usingen)

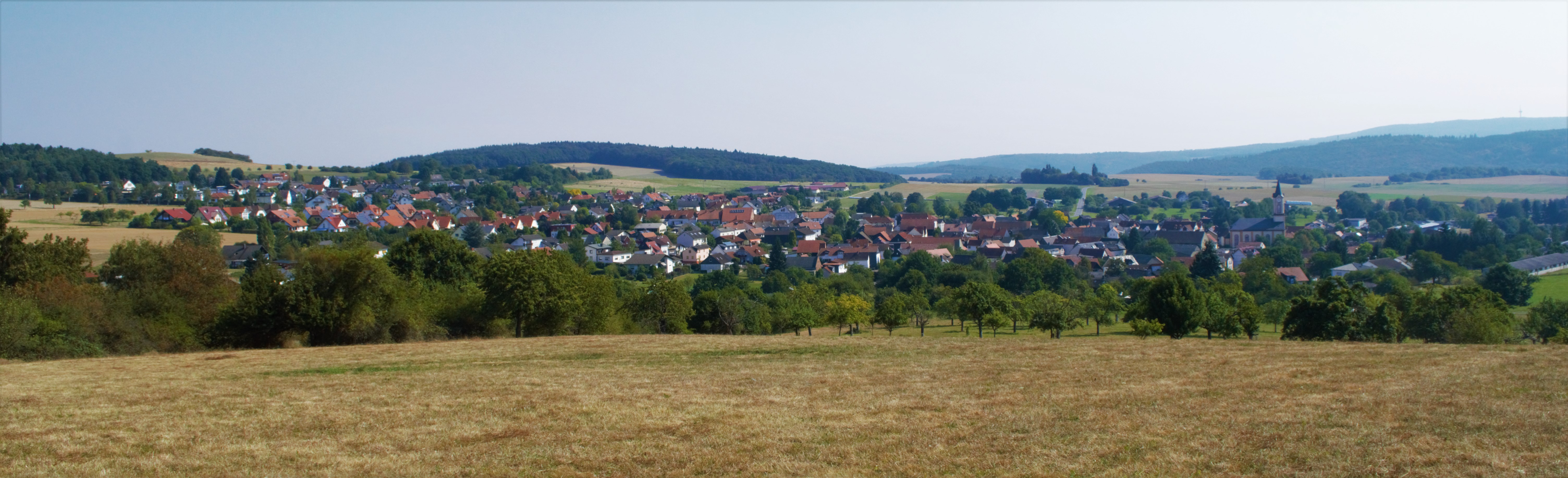
Vom Müllergarten aus (Westen)

Eschbach ist ein Stadtteil von Usingen im südhessischen Hochtaunuskreis. Der Ort wurde weit über den Taunus hinaus durch den Waldzeltplatz und die ehemalige Wochenend-Siedlung unterhalb der Eschbacher Klippen bekannt.

## Geographie
Der Ort liegt am gleichnamigen Bach am nördlichen Rande des Usinger Beckens. Somit am nordöstlichen Rand des Taunus gelegen, ist er umgeben von Mischwäldern, Äckern und Wiesen. Er befindet sich 2 km nördlich von Usingen und 32 km nördlich von Frankfurt am Main auf einer mittleren Höhe von 323 m.
Im Norden grenzt Michelbach, im Osten Wernborn, im Süden Usingen und im Westen die Bundesstraße 456 in Richtung Grävenwiesbach und Weilburg.

## Geschichte
Eschbach war ein Teil der Grafschaft Cleeberg und fand 1280 erste urkundliche Erwähnung, als es der Herrschaft Eppstein zugeteilt wurde. Jedoch spricht man im Staatsarchiv davon, dass hier vorher schon Höfe mit dem Namen Ascherbach angesiedelt waren. Außerdem liegen um Eschbach herum zahlreiche Hügelgräber (aus der Bronze- und Eisenzeit) die ebenfalls beweisen das hier schon früh Menschen angesiedelt waren. In dieser Zeit wurde der Ort auch Aschebach oder Kettern-Eschbach genannt. Bis zur Reformationszeit gehörte Eschbach kirchlich und gerichtlich nach Grävenwiesbach. Mit der Reformation wurde Eschbach Sitz einer eigenen Pfarrei. Inzwischen über Erbschaft von Eppstein in Besitz gekommen, wurde es 1565 von den Grafen von Stolberg erst an Nassau-Saarbrücken verpfändet, 1596 kam es über Kauf in nassauischen Besitz.
Im Zuge der Gebietsreform in Hessen wurde die bis dahin selbständige Gemeinde Eschbach kraft Landesgesetz am 1. August 1972 der Stadt Usingen eingemeindet. Für den Stadtteil Eschbach wurde, wie für die anderen eingemeindeten ehemals eigenständigen Gemeinden von Usingen, ein Ortsbezirk  eingerichtet.

## Einwohnerentwicklung
| Jahr      | 1834 | 1852 | 1871 | 1885 | 1905 | 1925 | 1950  | 1967  | 2011  |
| Einwohner | 767  | 804  | 795  | 783  | 814  | 895  | 1.208 | 1.312 | 2.128 |

## Politik

### Ortsbeirat
Für Eschbach besteht ein Ortsbezirk (Gebiete der ehemaligen Gemeinde Eschbach) mit Ortsbeirat und Ortsvorsteher nach der Hessischen Gemeindeordnung.
Der Ortsbeirat besteht aus fünf Mitgliedern. Bei den Kommunalwahlen in Hessen 2021 betrug die Wahlbeteiligung zum Ortsbeirat 59,70 %. Dabei wurden gewählt: ein Mitglied der CDU, zwei Mitglieder der SPD und ein Mitglied von Bündnis 90/Die Grünen bzw. der „Freien Wählergemeinschaft“ (FWG). Der Ortsbeirat wählte Ortwin Ruß (SPD) zum Ortsvorsteher.

### Wappen
Beschreibung: „In Gold zwei bewurzelte grüne Eschen über blauen Wellenbalken.“
Das redende Wappen zeigt zwei Eschen und einen Wellenbalken (Bach). Die Bäume tauchten schon auf dem Siegel des Ortes in der Mitte des 17. Jahrhunderts auf. Anstatt des Balkens zeigte das Siegel eine Mondsichel und eine Sonne. Die goldenen und blauen Farben sind die Nassaus.
1816 hatte Eschbach ein Siegel mit einem Berg oder Felsen (wahrscheinlich stellte dieser die Eschbacher Klippen dar), das bis in die Mitte des 20. Jahrhunderts benutzt wurde. Das derzeitige Wappen wurde im Oktober 1953 offiziell genehmigt.

## Kultur und Sehenswürdigkeiten

### Bauwerke

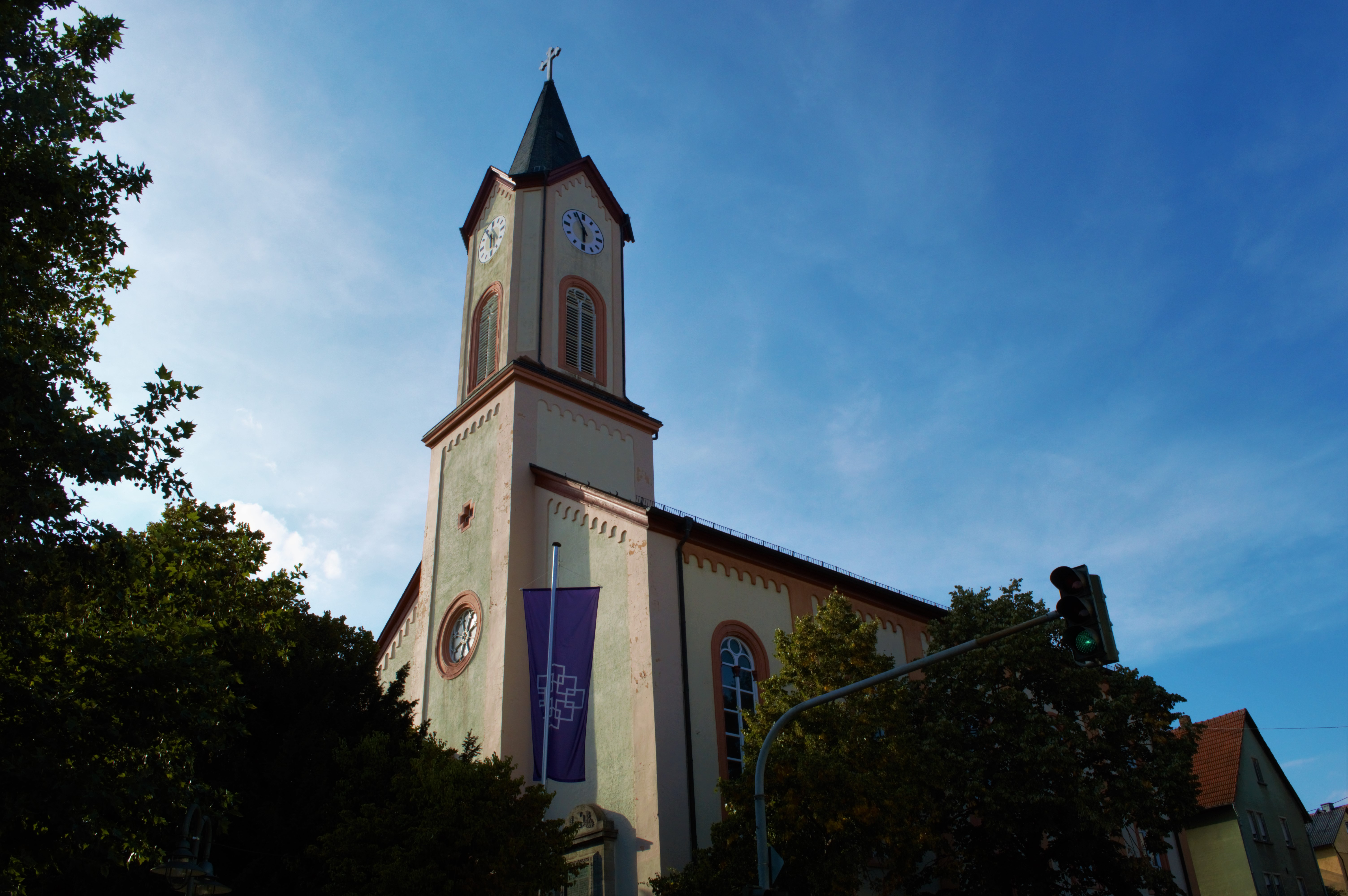
Kirche

#### Evangelische Kirche
1843–1846 wurde nach Plänen des Weilburger Baumeisters Eduard Bautzer an der Stelle eines 1388 erwähnten Vorgängerbaus die evangelische Kirche im neoromanischen Stil errichtet. Sie beherbergt die größte erhaltene Raßmannorgel. Das 1845 erbaute Instrument verfügt über zwei Manuale, Pedal und 24 (hist. 23) Registern. Im Turm waren bis zum 3. Mai 2022, vier alte Stahlglocken von Gebr. Rincker und Buderus (1919) aus dem Ersten Weltkrieg verbaut. Die drei großen Glocken hatten den Dreiklang e' gis' h' in der E Dur. Die vierte (gegossen Ulrich & Weule 1917) war die Feuerglocke mit der Tonhöhe e" und war zuletzt nicht mehr im Betrieb da sich viele alte „Eschbäscher“ noch zu gut den blächernden Ton kennen. Seit Mai 2022 läuten in Eschbach vier Bronzeglocken von Rincker in Sinn. Sie haben die Tonhöhen es’, f’, g’, b'’. Die zugehörige Kirchengemeinde umfasst neben Eschbach auch Michelbach und Wernborn und verfügt über ein eigenes Gemeindehaus. Partnergemeinde ist Wandersleben.

#### Alte Schule

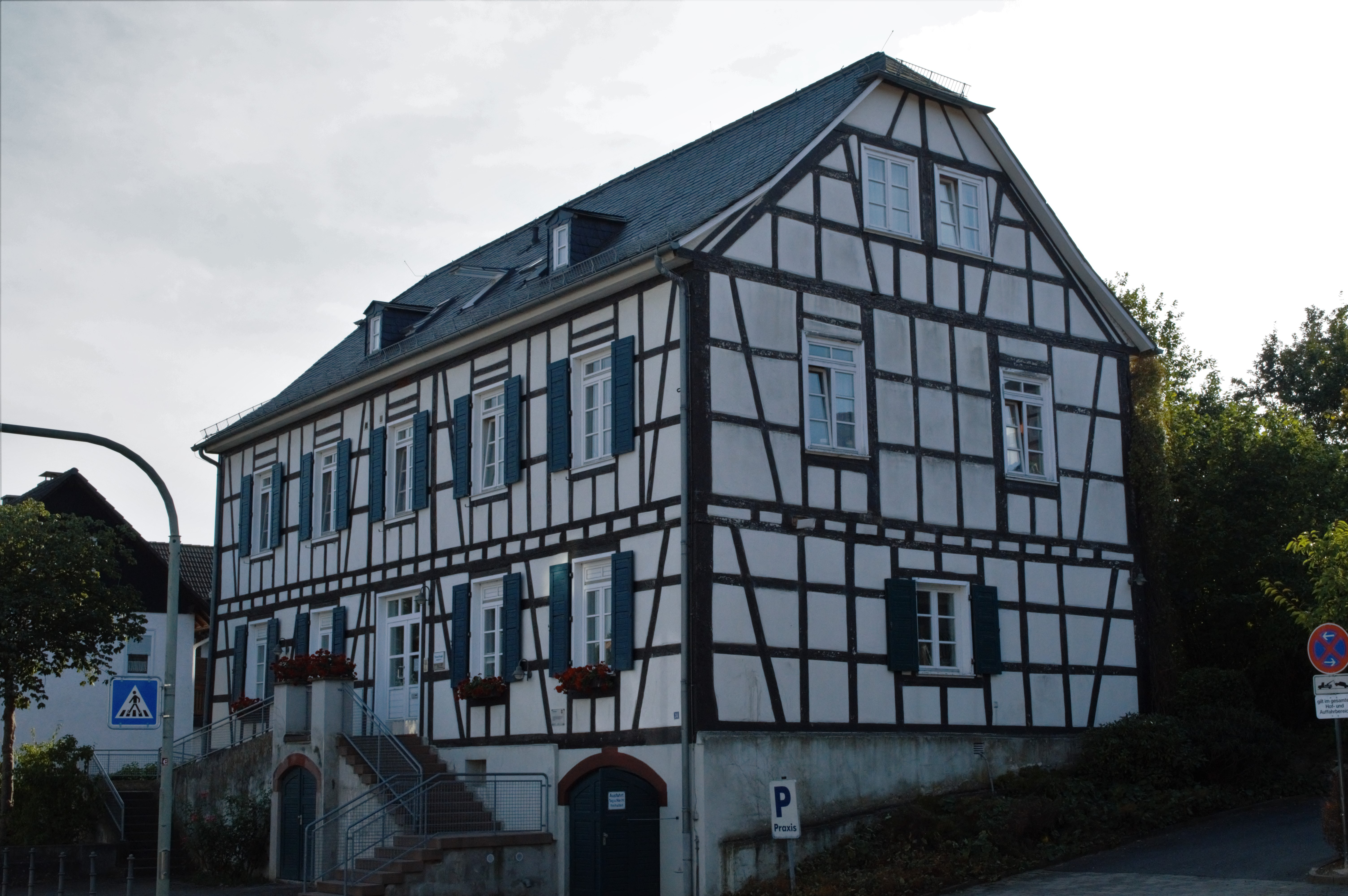
Alte Schule

Auf dem Gelände des einstigen Hattsteiner Hofes wurde 1828 eine Schule mit zwei Klassen, Lehrerwohnungen und Schulgarten errichtet. Heute ist sie ein saniertes Fachwerkhaus und Blickfang in der Ortsmitte und beinhaltet eine Arztpraxis.

#### Herrschaftlicher Hof

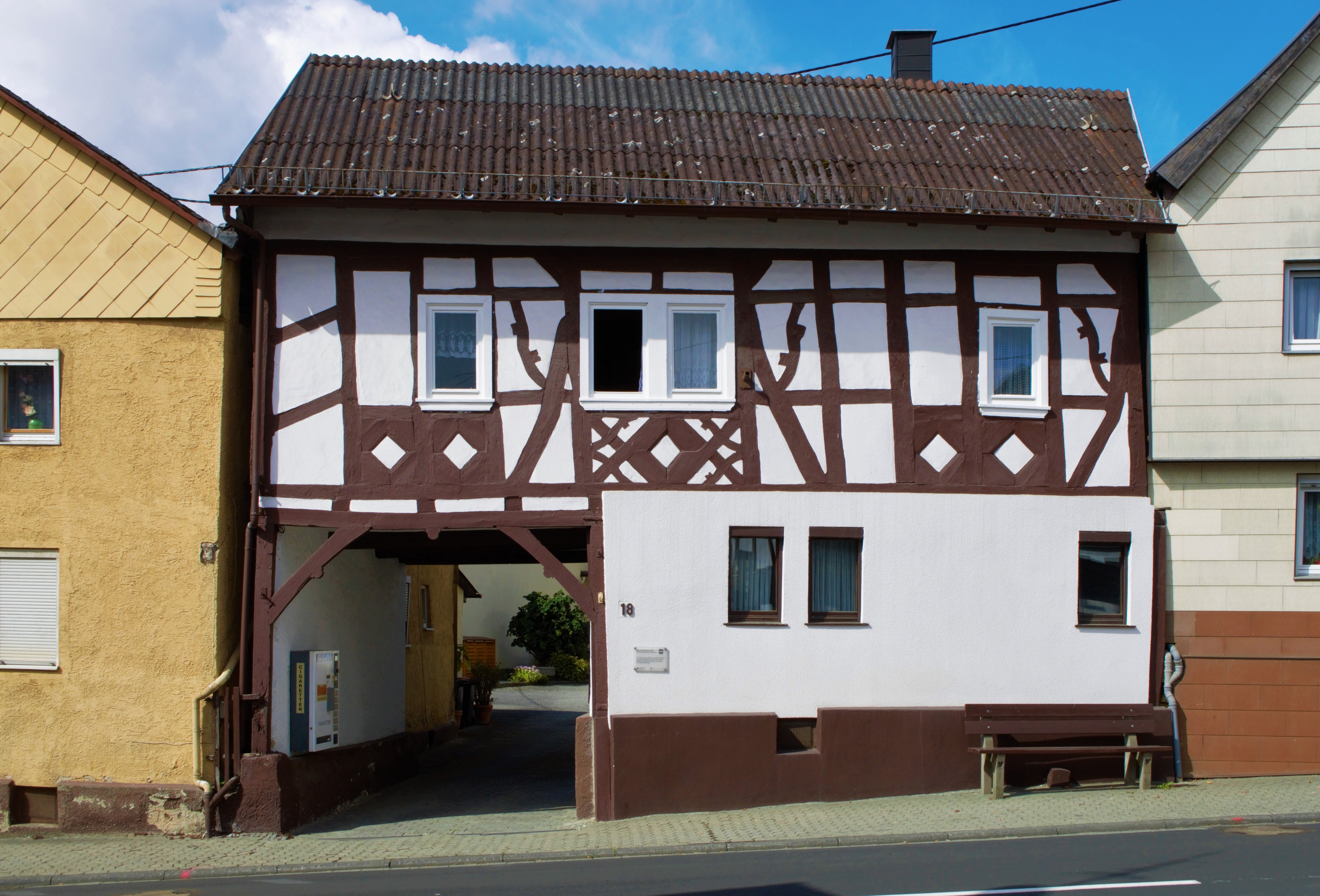
Herrschaftlicher Hof

Heute das sogenannte Gesindehaus und Wohnhaus, das um 1700 auf dem Hof des von Fürst Walrad von Nassau-Usingen für seine Frau Maria Isabella von Croy erworbenen Anwesens errichtet wurde.

### Eschbacher Klippen

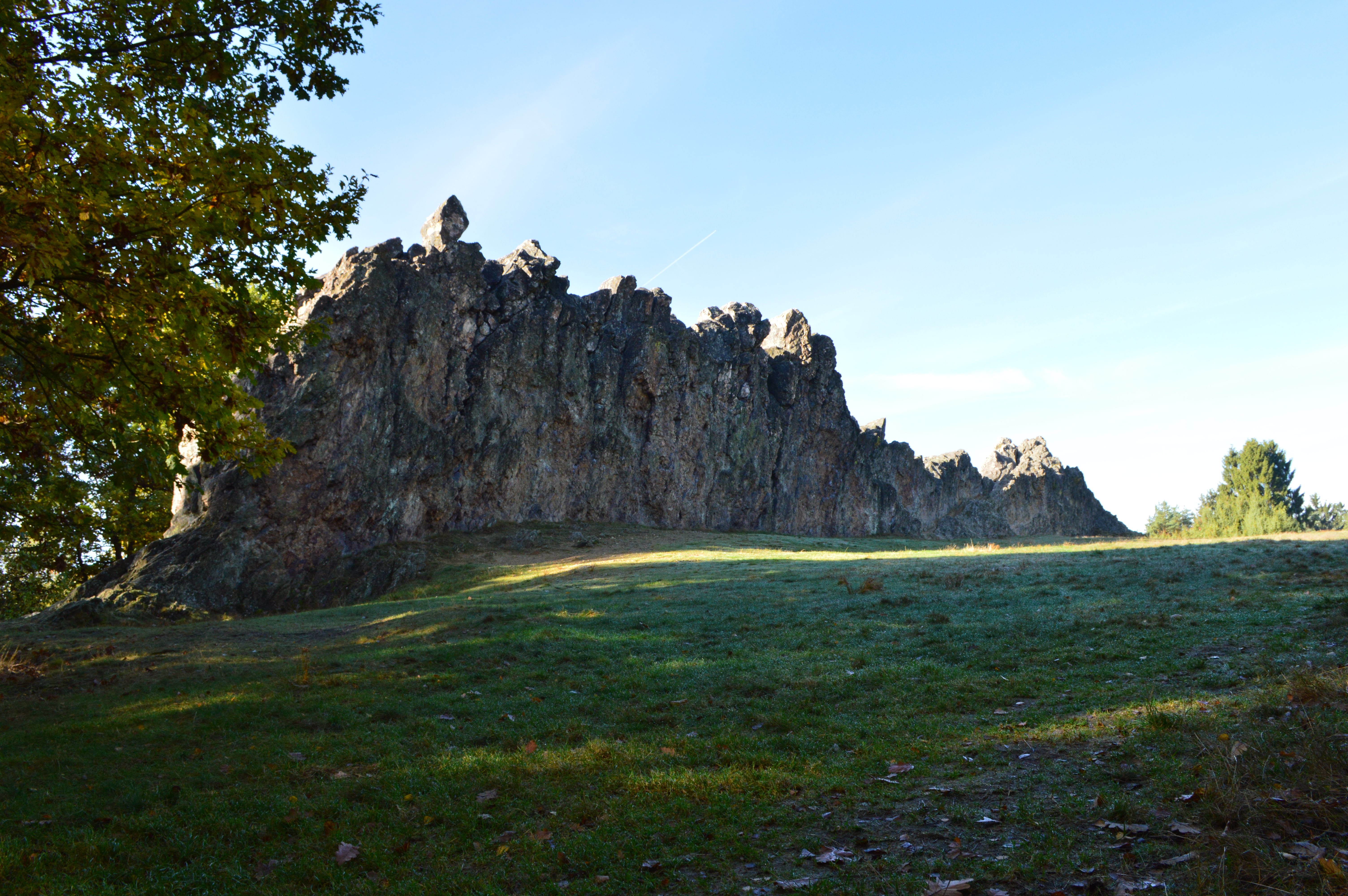
Eschbacher Klippen

Normalerweise „Buchsteinfelsen“, wurden die Felsen um 1910 auch „Kaiserin-Friedrich-Klippe“ genannt. Sie stehen wenige hundert Meter oberhalb des Nordendes von Eschbach und sind bis zu 12 Meter hoch. Die Felswand aus Quarzgestein ist ein sichtbarer Teil eines etwa 6 km langen Quarzganges, der sich quer durch das Usatal bis zum Wormstein im Usinger Stadtwald fortsetzt. Er ist geologisch gesehen eine Querverwerfung, die sich bei der Auffaltung des Gebirges bildete. Der widerstandsfähige Quarz konnte an einigen Stellen der Abtragung trotzen und erscheint heute an verschiedenen Orten im Taunus, jedoch selten so spektakulär wie hier. Westlich der Klippen gibt es, auf der gegenüberliegenden Seite der Kreisstraße Usingen-Michelbach etwas versteckt im Wald, einen „Schwesterfelsen“, den Saienstein. Am südlichen Fuß der Klippen existierte früher eine Freilichtbühne, deren Überreste noch erkennbar sind. Bis vor einigen Jahren wurde hier alljährlich ein im Umkreis sehr beliebtes „Klippenkonzert“ aufgeführt.
Kletterer nutzen die Steilwände für Trainingseinheiten, es gibt gut gesicherte Touren mit Felshaken der Schwierigkeitsgrade I-VII, besonders die Südwand der Klippen ist sehr beliebt.
In der Nähe befindet sich die Schanze Eschbacher Klippen.

### Regelmäßige Veranstaltungen
- Samstag vor Rosenmontag: Traditionelles Karnevalsfest „Klippenbeben“ im Bürgerhaus
- Anfang Juni: Eschbacher Flohmarkt mit Unterstützung des Gewerbevereins und des Turn- und Spielvereins Eschbach 1901 e. V.
- Ende September: Oktoberfest der Freiwilligen Feuerwehr Eschbach
- Adventszeit: Krippenspiel in der Evangelischen Kirche
- Vom 23. August 2019 bis 25. August 2019 fand die erste Kerb seit 1992 statt. Es war zudem die erste Zeltkerb mit großem Vergnügungspark.

### Vereine
- Kerbe- und Brauchtumsverein Eschbach e. V.
- Fußballverein SG Eschbach/Wernborn
- Brieftaubenverein Luftbote Eschbach e. V.
- EFC Klippenadler Eschbach 99
- Freiwillige Feuerwehr Eschbach
- Gewerbeverein Eschbach
- MSC-Rund um die Klippen e. V.
- Rassegeflügel-Zuchtverein 1900 Eschbach e. V.
- Reit- & Fahrverein Usingen-Eschbach e. V.
- Schachclub Eschbach 1947 e. V.
- Schützenverein 1900 Eschbach e. V.
- Sängervereinigung 1839 Eschbach/Ts. e. V.
- Tisch-Tennis-Club Eschbach e. V.
- Turn- und Spielverein Eschbach 1901 e. V.
- Vogelschutzgruppe Eschbach e. V.
- Verein Eschbacher Ortsgeschichte[15]

## Wirtschaft und Infrastruktur

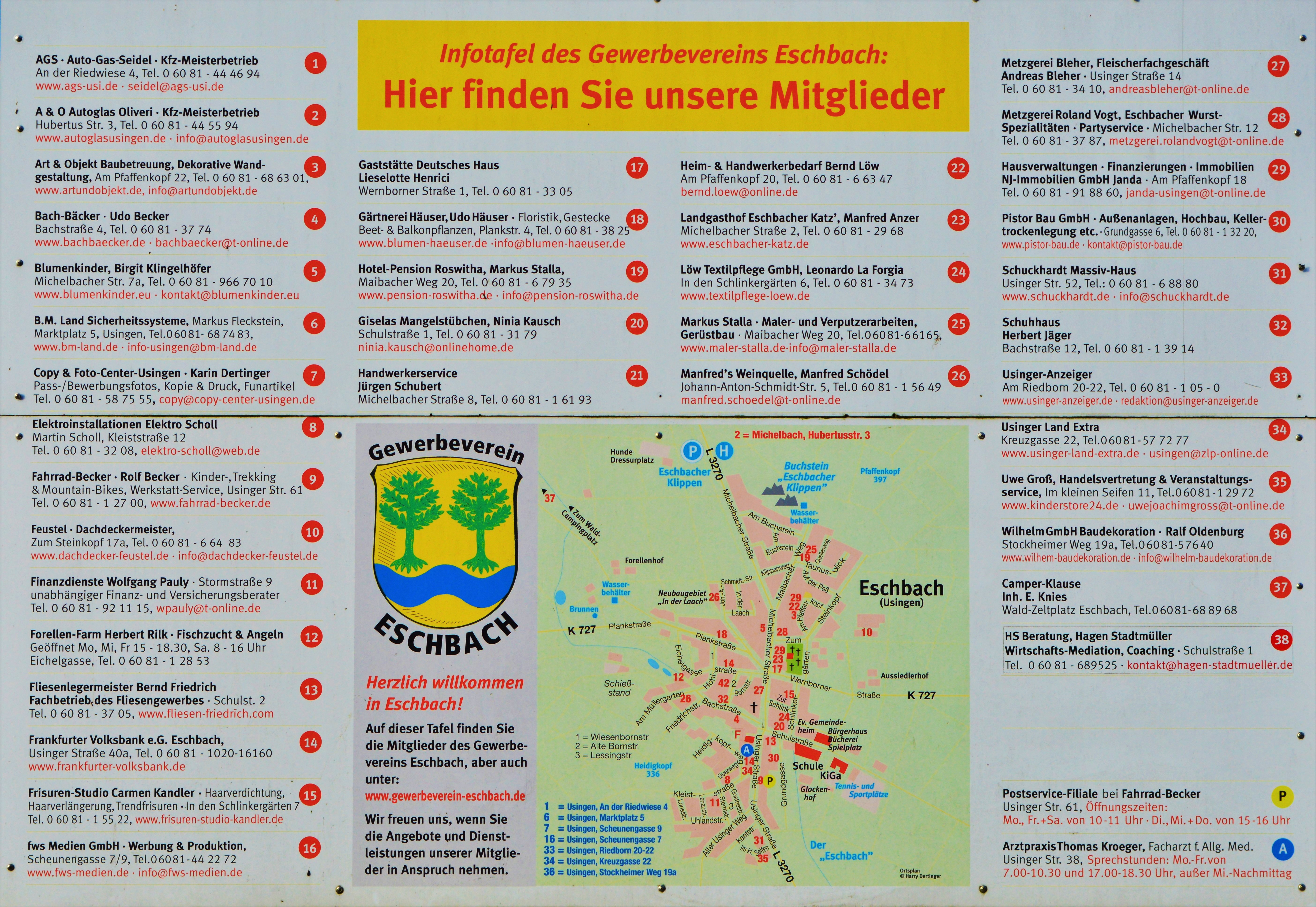
Mitgliedstafel des Gewerbevereins am Ortsrand Richtung Usingen

### Verkehr
Eschbach liegt an der Landesstraße L3270. 2 km westlich des Zentrums befindet sich ein Anschluss an die Bundesstraße 456 und 12 km östlich ein Anschluss an die A5 über Ober-Mörlen.
Eschbach besitzt sieben Bushaltestellen mit Verbindungen nach Usingen, Michelbach, Wernborn, Maibach, Neu-Anspach und Wehrheim.

### Öffentliche Einrichtungen
- Kindergarten Tabaluga
- Grundschule Buchfinkenschule
- Freiwillige Feuerwehr
- Bürgerhaus
- Spielplätze und Bolzplatz
- Fußball- und Tennisplätze
- Campingplatz und Weiher (ehemaliges Schwimmbad)
- Hundeplatz

### Unternehmen
In Eschbach gibt es, neben einem Bäcker, einen Metzger und eine Gaststätte (Eschbacher Katz). Neben einigen lokalen Unternehmen gibt es mehrere Reit- und Bauernhöfe.

## Persönlichkeiten
- Wilhelm Schmidt (1839–1901), Mitglied des Provinziallandtages für die preußische Provinz Hessen-Nassau
- Adolf Korell (1872–1941), liberaler Minister für Arbeit und Wirtschaft des Volksstaates Hessen war 1941 Pfarrer in Eschbach und starb auch hier.
- Wilhelm Thielmann (1868–1924), Maler